# Tranchee de Mecknes Cemetery
Tranchee de Mecknes Cemetery is een Britse militaire begraafplaats met gesneuvelden uit de Eerste Wereldoorlog, gelegen in de Franse gemeente Aix-Noulette (Pas-de-Calais). De begraafplaats werd ontworpen door Arthur Hutton en ligt 1,2 km ten oosten van het dorpscentrum. Ze bestaat uit een Brits en een Frans gedeelte en wordt omsloten door een natuurstenen muur. Het Britse deel heeft een oppervlakte van 1.129 m² en het Cross of Sacrifice staat tegen de zuidwestelijke muur. De begraafplaats wordt onderhouden door de Commonwealth War Graves Commission.
Er worden 372 slachtoffers herdacht waaronder 3 niet geïdentificeerde.

## Geschiedenis
De begraafplaats werd door Franse troepen aangelegd in mei 1915. De naam is afgeleid van de Marokkaanse stad Mequinez omdat vooral mannen die afkomstig waren van deze streek, hier vochten. Britse eenheden namen in februari 1916 de begraafplaats over. Naast de huidige naam was deze begraafplaats ook bekend als Pioneer Point, Mechanics Trench en Corons d'Aix.
Er liggen nu 154 Britten (waarvan 3 niet geïdentificeerd konden worden), 45 Canadezen en 2 Duitsers. In het Franse gedeelte liggen 171 doden. Voor 1 Brit werd een Special Memorial  opgericht omdat zijn graf niet meer teruggevonden werd.

## Graven

### Onderscheiden militair
- William Harold Armitage, luitenant bij het Yorkshire Regiment werd onderscheiden met het Military Cross (MC).

### Minderjarige militairen
- de soldaten Frank Forde van de Royal Dublin Fusiliers en Ernest Raymond Goodman van de Royal Marine Light Infantry waren 16 jaar toen ze sneuvelden.

### Alias
- sergeant George Bernard Ingham diende onder het alias Nelson Page bij de Canadian Infantry.